# Базлов Євген Олексійович
Базлов Євген Олексійович (нар. 8 листопада (26 жовтня) 1900, с. Комарівка, нині Ізюмський район Харківської області — 6 березня 1968, Харків) — український лікар-рентґенолог. Кандидат медичних наук (1938)

## Біографія
У 1926 році закінчив Харківський медичний інститут. У 1928—1930 роках був лікарем у Запоріжжі. У 1931 році повертається до Харкова та стає співробітником харківських рентґено-радіологічного і онкологічного інституту, де працював до 1941 року.
Під час Другої світової війни працював начальниом рентґенівського відділу евакошпиталю;
У 1944 по 1958 був директором Харківського рентґенологічного інституту, одночасно був викладачем рентґенології Інституту вдосконалення лікарів (Харків);
З 1958 до 1968 року працював керівником та був старшим науковим співпрацівником кабінету дистанційної кобальтотерапії в Інституті медичної радіології імені С. П. Григор'єва

## Наукова діяльність
До кола наукових інтересів входить: рентґенологія, рентґенодіагностика, рентґенотерапія (кобальтова терапія)

## Науковий доробок
- Сравнительная оценка объективных рентгеновских методов измерения сердца. X., 1938;
- Материалы к изучению реактивности организма у больных раком молочной железы // Вопр. лучевой терапии. К., 1956;
- Эффективность лечения рака легкого изотопом кобальта (Со-60) // Сб. науч. работ по онкологии. X., 1962 (співавт.);
- Дистанционная телегамматерапия при сочетанном лучевом лечении рака шейки матки // Эксперим. и клин. радиология. К., 1971. Вып. 7 (співавт.).